# 阿米尼亞 (伊利諾伊州)
阿米尼亞（英語：Amenia）是位於美國伊利諾伊州皮亞特縣的一個非建制地區。該地的面積和人口皆未知。

## 地理
阿米尼亞的座標為40°01′19″N 88°39′59″W / 40.02194°N 88.66639°W，而該地的平均海拔高度為210米（即689英尺）。